# Umpai Mutaporn
Umpai Mutaporn (tiếng Thái: อำไพ มุธาพร, sinh ngày 18 tháng 1 năm 1985) là một cầu thủ bóng đá từ Thái Lan. Anh hiện tại thi đấu cho Trat ở Thai League 2.

## Danh hiệu

### Câu lạc bộ
Sriracha
- Giải bóng đá hạng nhất quốc gia Thái Lan Vô địch (1): 2010